# عيشان (جفال)
عيشان (بالفارسية: ایشان) هي منطقة سكنية تقع في إيران في قسم جفال الريفي. يقدر عدد سكانها بـ 39 نسمة .